# Ida Haendel
Ida Haendel (ur. 15 grudnia 1928 w Chełmie, zm. 1 lipca 2020 w Miami) – polsko-brytyjska skrzypaczka światowej sławy, pochodzenia żydowskiego.

## Życiorys
Urodziła się w Chełmie, w tradycyjnej rodzinie polskich Żydów. Była tak zwanym „cudownym dzieckiem”. W trzecim roku życia grała zasłyszane melodie na skrzypcach. W wieku 4 lat rozpoczęła naukę u Mieczysława Michałowicza w Konserwatorium Warszawskim. Następnie kontynuowała naukę u Carla Flescha (Berlin, Londyn) oraz Georgego Enescu (Paryż).
W 1935 była najmłodszym uczestnikiem I Międzynarodowego Konkursu Skrzypcowego im. Henryka Wieniawskiego w Warszawie (zajęła siódme miejsce). W 1936 zamieszkała w Wielkiej Brytanii. Podczas II wojny światowej wykonywała wiele koncertów dla żołnierzy państw alianckich. W latach 1946–1947 zadebiutowała koncertami w Stanach Zjednoczonych. W 1940 przyjęła obywatelstwo brytyjskie. Do roku 1952 mieszkała w Londynie, później do roku 1989 w Montrealu, a następnie przeniosła się do Miami.
Była pierwszą wykonawczynią Tartiniany Secondy Luigiego Dallapiccoli i koncertu skrzypcowego Allana Petterssona. W 1973 odbyła z Londyńską Orkiestrą Symfoniczną tournée po Chinach.
W Polsce koncertowała w latach 1959 i w 1960; w 1986 z ojcem odbyła podróż sentymentalną do Chełma, zarejestrowaną przez kanadyjską telewizję (film Ida Haendel). W 2003 grała na I Międzynarodowym Festiwalu Paganiniego we Wrocławiu, Festiwalu Muzyka w Starym Krakowie i Międzynarodowym Festiwalu Muzyki Kameralnej im. Księżnej Daisy w Książu. Prowadziła także kursy mistrzowskie dla młodych polskich skrzypków. W 2006 grała na skrzypcach w czasie wizyty papieża Benedykta XVI w obozie koncentracyjnym Auschwitz-Birkenau. W tym samym roku odwiedziła Chełm i Poznań dając w obu miastach koncerty – z Orkiestrą Filharmonii Poznańskiej im. Tadeusza Szeligowskiego w Poznaniu i Capellą Cracoviensis w Chełmie. Ten ostatni był jej pierwszym tak dużym koncertem w Polsce od wyjazdu w 1936 roku. Biegle mówiła po polsku.
W swojej karierze występowała m.in. z Arturem Rubinsteinem, Władimirem Aszkenazim, Rafaelem Kubelíkiem, Valentiną Lisitsą, Zubinem Mehtą i Sergiu Celibidache. Była laureatką prestiżowej Nagrody Jeana Sibeliusa (1982), Komandorem Orderu Imperium Brytyjskiego (1991) oraz doktorem honoris causa Royal College of Music (2000) i Uniwersytetu McGilla (2006). 31 sierpnia 2006 roku została odznaczona Złotym Medalem „Zasłużony Kulturze Gloria Artis”. Grała na XVII-wiecznych skrzypcach Antonio Stradivariusa i Guarneriego.
W 1986 i 2006 zasiadała w jury Międzynarodowego Konkursu Skrzypcowego im. Henryka Wieniawskiego w Poznaniu. W 2011 pełniła funkcję honorowej przewodniczącej 14. edycji tego konkursu.
W Polsce zrealizowano dwa dokumentalne filmy o artystce; Ida Haendel. Koncert w sepii (2006) i Ida Haendel. Wiem skąd jestem (2011).
30 sierpnia 2010 roku Rada Miasta Chełm przyznała jej honorowe obywatelstwo miasta.
W 1970 artystka wydała autobiografię Kobieta ze skrzypcami (Londyn: Gollancz, 1970. ISBN 978-0-575-00473-3).
Od 1943 nagrywała płyty (miała ich w dorobku ponad 40) dla wielu wytwórni, m.in. Decca Records, Deutsche Grammophon i His Master’s Voice.